# L. Harvey Gold
Lawrence Harvey Gold, più noto come L. Harvey Gold o Harvey Gold (Chicago, 1946), è un attore e doppiatore statunitense.
Durante la sua carriera ha dato la voce a numerosi personaggi in serie e film d'animazione quali: Action Man, Roswell Conspiracies, Key the Metal Idol, Mr. Magoo e RoboCop.
Come attore è invece apparso come guest star nelle serie televisive: X-Files, Highlander, Oltre i limiti, Tesoro, mi si sono ristretti i ragazzi, In tribunale con Lynn, Dark Angel, Stargate SG-1, John Doe (serie televisiva), The Dead Zone, Cold Squad - Squadra casi archiviati, Painkiller Jane, The L Word, The Middleman e Supernatural.

Inoltre ha partecipato a film come: Underworld - Vendetta sotterranea, Watchmen e Frankie & Alice.

## Filmografia parziale

### Televisione
- Lancer – serie TV, episodio 2x06 (1969)
- Il mio non fidanzato per Natale (Hitched for the Holidays), regia di Michael Scott – film TV (2012)